# Мовна нестійкість
Мовна нестійкість — протилежне до мовної стійкості явище; намір та поведінка особистості чи групи людей, яке проявляється в тому, що людина в багатомовному суспільстві переключається між мовами, якими володіє на приблизно однаковому рівні (практично) вільного спілкування, залежно від уподобань його співрозмовника чи конситуації, а не на підставі внутрішніх переконань. Приміром, письменниця Оксана Забужко наводить приклад мовної нестійкості киян: "коли якою мовою ви з людьми заговорите, на таку мову вони і переходять, при чому самі не помічаючи". Антін Мухарський вважає, що мовна нестійкість є досить стереотипною для поведінки українців у зовнішніх просторах.
У програмі дисципліни "Українська мова" рівня стандарту для 10-11 класів загальноосвітніх навчальних закладів з російською мовою навчання 2016 року (укладачі Н. В. Бондаренко, С. В. Косянчук, В. Л. Кононенко), яка опублікована на сайті Міністерства освіти та науки України, мовну нестійкість і суржикомовність визначено як негативні явища у мовній поведінці громадян і як загрозу національній безпеці України.

## Причини мовної нестійкості
У своїй статті канд. пед. наук Бабій І. В. наголошує на тому, що сучасна освіта переймає на себе функції етнокультурної ідентифікації, відтак майбутні працівники сфери послуг повинні усвідомити специфіку, оригінальність, врешті, життєву необхідність у вивченні та знанні саме української мови. Причини низької мовної культури, які проявляються через мовну нестійкість, він вбачає в об’єктивних труднощах психологічного характеру, звичці користуватися суржиком або російською мовою, наявності російськомовної або низької якості україномовної навчальної літератури, невнормованості та некодифікованості сервісної термінології.
На його думку, в процесі рідномовної підготовки майбутнього сервісного працівника повинно актуалізуватися виховання почуття персональної відповідальності за стан мови, її повноцінне функціонування в суспільстві й зокрема в обраній сфері діяльності. Також він наголошує, що бажання, потреба спілкуватись рідною мовою, розмовляти правильно, з’являється тоді, коли мовець відкрив для себе її красу й унікальності, що може стати шляхом вирішення проблеми мовної нестійкості.